# 훈장 오순남
《훈장 오순남》은 2017년 4월 24일부터 2017년 10월 20일까지 방영된 MBC 아침 드라마이다.

## 줄거리
서당의 여자 훈장으로, 종가의 며느리로 동분서주하던 한 여자가 갑자기 닥친 시련으로 모든 것을 잃어버린 뒤 세상을 떠난 딸의 꿈을 대신 이뤄가며 모두에게 응원과 위로가 되는 시대의 아이콘으로 거듭나기까지!

## 등장인물

### 주요 인물
- 박시은(오순남(장선우)) : (아역 김에이미)
- 구본승(강두물(찰리 강) / 강대물(리키 마샬)) : (아역 권미르)
- 장승조(차유민) : (아역 박하준)
- 한수연(황세희(원세영)) : (아역 조서연) (128회 사망)

### 오순남의 주변 인물
- 장광(차만평) (17회 사망)
- 성병숙(최복희)
- 이채미(차준영) (43회 사망)
- 신이(소명자)
- 샘 해밍턴(차샘)

### 강두물의 주변 인물
- 설정환(강운길 (장문호) : (아역 이민호)
- 이로운 : 강세종 역

### 차유민의 주변 인물
- 금보라(모화란)
- 서혜진(차유나)

### 황세희의 주변 인물
- 김혜선(용선주) : (젊은시절 변정원)
- 김명수(황봉철)
- 이정용(박민수)

### 그 외 인물
- 정명준(방광식)
- 백민
- 장원(재영)
- 김빛나리(빛나)
- 이유리(유리)
- 고승보(고승보)
- 김정철(강균상)
- 정유강(이재환)
- 적현재 학동 : 박채원, 이류경, 김지수, 양진서, 박민준, 정수빈, 설가은, 이도현, 이준석, 정든해솔
- 이숙 : 고승보 어머니 역
- 이종구 : 차유민의 숙부 역
- 한그림
- 이규섭 : 사채업자 역
- 이윤상
- 김광현 : 형사 역
- 이정성 : 박 이사 역
- 추연규, 강인서

### 특별출연
- 김진근(차주평)
- 김형민(기승재)
- 임호(장지호)
- 윤복인(주경화)
- 드림캐쳐
- 이칸희(강운길 가짜 친모)

## 같이 보기
- SBS 아침 드라마 《달콤한 원수》 (2017년 6월 12일 ~ 12월 1일)
- KBS 2TV 소설 《그 여자의 바다》 (2017년 2월 27일 ~ 8월 11일)
- KBS 2TV 소설 《꽃 피어라 달순아!》 (2017년 8월 14일 ~ 2018년 2월 9일)
- 대한민국의 텔레비전 드라마 목록 (ㅎ)
- 2017년 대한민국의 텔레비전 드라마 목록

## 결방과 연장
- 2017년 5월 10일 : 제 19대 대통령의 임기 시작에 따른 MBC 뉴스특보 방송으로 인해 결방.
- 방송 분량이 120부작에서 9회 연장되어 129부작으로 변경 및 확정되었다.[1]